# Liste der österreichischen Botschafter in Bulgarien
Dies ist eine Liste der österreichischen Gesandten und Botschafter in Bulgarien. Die Residenz des Botschafters befindet sich in der bulgarischen Hauptstadt Sofia.

## Geschichte
Die Anfänge der diplomatischen Vertretung Österreichs in Bulgarien gehen einher mit der sukzessiv erreichten staatlichen Unabhängigkeit Bulgariens in der zweiten Hälfte des 19. Jahrhunderts, auch bekannt als die „Bulgarische Wiedergeburt“.

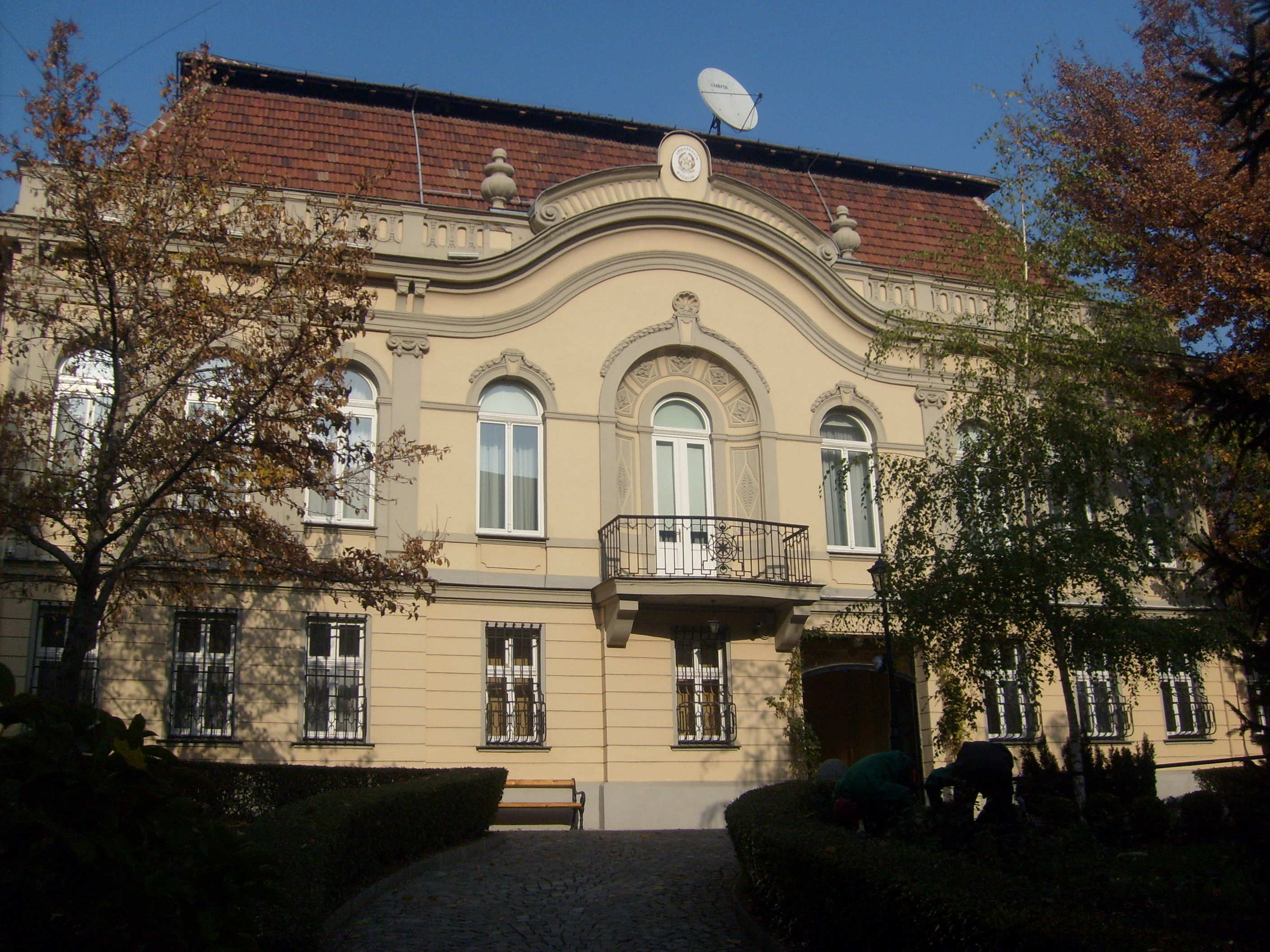
Ehemals k.u.k. Gesandtschaft, heute italienische Botschaft

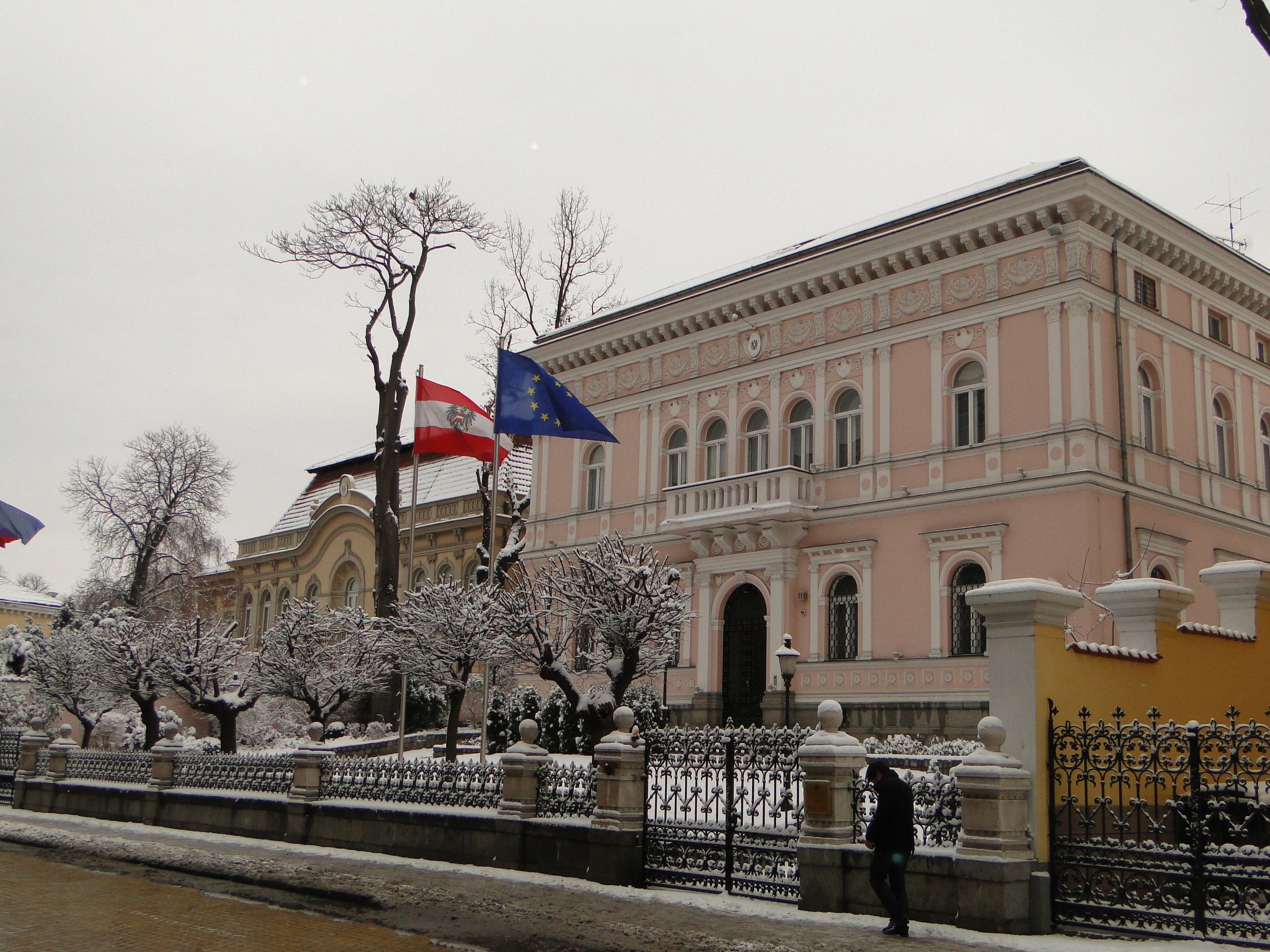
Ehemals ital. Gesandtschaft, heute österreichische Botschaft

Faktisch durch den Frieden von San Stefano am 3. März 1878 gegründet und von der internationalen Staatengemeinschaft durch den Berliner Vertrag am 13. Juli 1878 bestätigt, wurde das neugeschaffene Fürstentum Bulgarien aus dem Osmanischen Reich herausgelöst und erhielt eine weitreichende Souveränität. Österreich, zu dieser Zeit im Verbund der k.u.k. Doppelmonarchie mit Ungarn, eröffnete am 27. Juni 1879 ein „Generalkonsulat und diplomatische Agentur“ (Agentie) in Sofia. Ab 1895 bekamen die „diplomatischen Agenten“ auch den Titel eines „außerordentlichen Gesandten und bevollmächtigten Ministers“ verliehen. Mit voller Souveränität des am 5. Oktober 1908 ausgerufenen Zarentum Bulgarien, wurde die diplomatische Agentur am 4. Mai 1909 zur Gesandtschaft aufgewertet.
Bemerkenswert ist die Geschichte des Gesandtschaftpalais, der heutigen Botschaftsresidenz und -kanzlei. Einerseits war sie die einzige Gesandtschaft, die Österreich jemals von einem seiner in Dienst stehenden Diplomaten anmietete, andererseits gab es Mitte der 1920er Jahre einen kuriosen Gebäudetauschhandel zwischen Österreich und Italien.
Als Freiherr von Biegeleben im November 1881 als zweiter Generalkonsul in Sofia eintraf, standen für ihn repräsentative Räumlichkeiten einer zukünftigen k.u.k. Gesandtschaft in Dringlichkeit ganz vorn. Da einerseits die junge Hauptstadt keine passende Stadtvilla zur Vermietung anbieten konnte, andererseits das Wiener Ministerium zu dieser Zeit vor Gesandtschafts-Neubauten zurückscheute, entschied sich Biegeleben ein Gebäude auf eigene Kosten errichten zu lassen. Innerhalb weniger Wochen hatte er eines der zentralsten Grundstücke am Boulevard Zar Oswoboditel 11 erworben, den Wiener Architekten Peter Paul Brang in Planung und Bauausführung beauftragt und im Frühjahr 1882 den Grundstein setzen lassen. Ein Jahr darauf wurde die neue Gesandtschaft bezogen. Um die Jahrhundertwende ist der Boulevard Zar Oswoboditel zum Prachtboulevard der Stadt geworden, mit u. a. Parlament, Akademie und Nationalgalerie in unmittelbarer Nachbarschaft. Um 1905 ließ sich Italien auf dem direkten Nachbargrundstück Boulevard Zar Oswoboditel 13 ein Gesandtschaftspalais nach Plänen des Architekten Enrico Bovio errichten.
Gegen Ende des 1. Weltkriegs wurde die österreichisch-ungarische Gesandtschaft von italienischen Truppen besetzt, und nach dem Zusammenbruch der Habsburgermonarchie liquidiert. Der Republik Österreich wurde zwar ein Gebäudeanteil von etwa 2/3 zugesprochen, jedoch hatte die nun verkleinerte Republik keinen Bedarf für ein so großes Gesandtschaftsgebäude, um ein Auszahlen an die anderen Nachfolgestaaten der Monarchie zu rechtfertigen. Schließlich einigten sich Österreich, Ungarn und Italien darauf, die Immobilien schätzen zu lassen und Österreichs Anteil an der Nr. 11 gegen die etwa halb so große Immobilie Nr. 13 zu tauschen.
Zu den heutigen Vertretungsbehörden der Republik Österreich in Bulgarien gehören auch ein Außenwirtschaft-Center als Handelsabteilung der Botschaft und drei Österreich-Bibliotheken, jeweils an der internationalen Elias-Canetti-Gesellschaft Russe, der St.-Kliment-Ohridski-Universität Sofia und der St.-Kyrill-und-St.-Method-Universität Weliko Tarnowo.

## Missionschefs

### k.u.k. Generalkonsule
1879: Aufnahme konsularischer Beziehungen zum Fürstentum Bulgarien
- 1879–1881: Rudolf von Khevenhüller-Metsch[2][4] (* 1844; † 1910)
- 1881–1887: Rüdiger von Biegeleben[2] (* 1847; † 1912)
- 1887–1895: Stephan Burián von Rajecz[2] (* 1851; † 1922)
- 1895–1900: Guido von Call zu Rosenburg und Kulmbach[2] (* 1849; † 1927)
- 1900–1904: Ladislaus Müller von Szentgyörgy[2] (* 1855; † 1942)
- 1904–1905: Karl von Braun[2][5] († 1940)
- 1905–1909: Franz Johann Duclas von Thurn und Valsássina-Como-Vercelli[2] (* 1876; † 1939)

### k.u.k. Gesandte
1909: Aufnahme diplomatischer Beziehungen zum Königreich Bulgarien
| Ernennung/ Akkreditierung | Name des Amtsträgers      | Anmerkungen | ernannt während der Reg.  | akkreditiert bei der Reg. | Abberufung     |
| ------------------------- | ------------------------- | --- | ------------------------- | ------------------------- | -------------- |
| 1909, 24. Sep.            | Carl von Giskra           | (* 1864; † 1919) 1905 bis 1906 Gesandter in Chile, 1906 bis 1909 Gesandter in Mexiko, 1911 bis 1917 Gesandter in den Niederlanden | Alois Lexa von Aehrenthal | Aleksandar Malinow        | 1911, 30. Apr. |
| 1911, 30. Apr.            | Adam Tarnówski von Tarnów | (* 1866; † 1946) 1916 bis 1917 Botschafter in den Vereinigten Staaten                                                             | Alois Lexa von Aehrenthal | Iwan Geschow              | 1916, 9. Nov.  |
| 1916, 19. Nov.            | Ludwig Széchényi          | (* 1868; † 1919) 1917 bis 1918 Gesandter in den Niederlanden                                                                      | Ottokar Czernin           | Wassil Radoslawow         | 1917, 24. Jän. |
| 1917, 24. Jän.            | Otto Czernin              | (* 1875; † 1962) | Ottokar Czernin           | Wassil Radoslawow         | 1918, 4. Nov.  |

1918: Aufhebung der k.u.k. Gesandtschaft am 4. November

### Österreichische Botschafter (seit 1919)
Hinweis: Die Auflistung erfolgt chronologisch nach Datum, sie ist jedoch nicht vollständig.
| Ernennung/ Akkreditierung | Name des Amtsträgers     | Anmerkungen | ernannt während der Reg. | akkreditiert bei der Reg. | Abberufung     |
| ------------------------- | ------------------------ | --- | ------------------------ | ------------------------- | -------------- |
| 1921, 20. Dez.            | August Kral              | (* 1869; † 1953) 1919 bis 1921 Generalkonsul in Hamburg, 1924 bis 1932 Gesandter in der Türkei | Johann Schober           | Aleksandar Stambolijski   | 1924, 5. Apr.  |
| 1924, 13. Apr.            | Rudolf Kohlruss          | (* 1884; † 1959) Geschäftsträger, 1928 bis 1938 sowie 1946 bis 1951 Gesandter beim Heiligen Stuhl | Ignaz Seipel             | Aleksandar Zankow         | 1924, 16. Apr. |
| 1924                      |                          | |                          |                           | 1928           |
| 1928, 20. Mär.            | Rudolf Kohlruss (II.)    | (* 1884; † 1959) | Ignaz Seipel             | Andrei Ljaptschew         | 1928, 30. Nov. |
| 1929, 5. Jän.             | Eugen von Wurzian        | (* 1879; † 1943) | Ignaz Seipel             | Andrei Ljaptschew         | 1932, 27. Okt. |
| 1932, 31. Okt.            | Hans Hammer              | (* 1892; † 1939) Geschäftsträger, 1933 Geschäftsträger in Italien, 1933 Geschäftsträger in der Tschechoslowakei                                                                                       | Engelbert Dollfuß        | Nikola Muschanow          | 1933           |
| 1933, 15. Jul.            | Josef von Eckhardt       | (* 1906; † 1944) | Engelbert Dollfuß        | Nikola Muschanow          | 1934, 20. Nov. |
| 1934, 10. Dez.            | Emmerich von Herzfeld    | (* 1880; † 1941) 1932 bis 1933 Geschäftsträger in der Schweiz | Kurt Schuschnigg         | Kimon Georgiew            | 1936, 4. Jul.  |
| 1936, 20. Aug.            | Josef von Eckhardt (II.) | (* 1906; † 1944) | Kurt Schuschnigg         | Georgi Kjosseiwanow       | 1937, 2. Nov.  |
| 1937, 28. Okt.            | Adrian Rotter            | (* 1897; † 1967) Geschäftsträger, 1946 bis 1947 Gesandter in Italien, 1947 bis 1950 Gesandter in der Tschechoslowakei, 1949 bis 1951 Gesandter in Brasilien, 1954 bis 1958 Botschafter in Deutschland | Kurt Schuschnigg         | Georgi Kjosseiwanow       | 1938, 13. Mär. |
|                           |                          | keine Beziehungen |                          |                           |                |
| 1950                      | Oliver Rességuier        | (* 1901; † 1964) 1953 bis 1955 Gesandter in Ungarn, 1955 bis 1958 Gesandter in Ägypten, 1963 bis 1964 Botschafter in der Türkei                                                                       | Leopold Figl             | Walko Tscherwenkow        | 1953           |
| 1954                      | Adolf Heinrich Hobel     | (* 1910; † 1995) 1960 bis 1964 Botschafter in Finnland, 1964 bis 1968 Botschafter in Südafrika, 1972 bis 1973 Botschafter in Chile                                                                    | Julius Raab              | Walko Tscherwenkow        | 1958           |
| 1958                      | Ludwig Steiner           | (* 1922; † 2015) 1964 bis 1972 Botschafter in Griechenland | Julius Raab              | Anton Jugow               | 1961           |
| 1961                      |                          | |                          |                           | 1968           |
| 1968                      | Walther Peinsipp         | (* 1906; † 1990) 1952 bis 1956 Gesandter in Kanada, 1956 bis 1962 Gesandter in Ungarn, 1962 bis 1968 Botschafter in Israel                                                                            | Josef Klaus              | Todor Schiwkow            | 1972           |
| 1972                      | Arthur Agstner           | (* 1922; † 1991) 1968 bis 1972 Botschafter in Israel | Bruno Kreisky            | Stanko Todorow            | 1975           |
| 1975                      | Dietrich Bukowski        | Halbbruder des österreichischen Musikers Boris Bukowski | Bruno Kreisky            | Stanko Todorow            | 1980           |
| 1980                      | Berta Braun              | | Bruno Kreisky            | Stanko Todorow            | 1985           |
| 1985                      | August Tarter            | | Fred Sinowatz            | Grischa Filipow           | 1987           |
| 1988                      | Manfred Kiepach          | | Franz Vranitzky          | Georgi Atanassow          | 1993           |
| 1993                      | Erich Kirsten            | Geschäftsträger ad interim Dez.1987 – Jul. 1988 Thomas Michael Baier | Franz Vranitzky          | Ljuben Berow              | 1997           |
| 1998                      | Georg Potyka             | | Viktor Klima             | Iwan Kostow               | 2002           |
| 2002                      | Karl Diem                | (* 1945) 1980 bis 1981 sowie 1983 bis 1984 Geschäftsträger beim Heiligen Stuhl, 1986 bis 1993 sowie 1997 bis 2002 Chef des Protokolls im BMaA                                                         | Wolfgang Schüssel        | Simeon Sakskoburggotski   | 2007           |
| 2007                      | Klaus Fabjan             | (* 1944) 1997 bis 2001 Botschafter in der Ukraine | Alfred Gusenbauer        | Sergei Stanischew         | 2009           |
| 2010, 4. Jän.             | Gerhard Reiweger         | (* 1952) | Werner Faymann           | Bojko Borissow            | 2014           |
| 2014, 1. Okt.             | Roland Hauser            | (* 1957) 2005 bis 2009 Botschafter in Kenia, 2000 bis 2004 Botschafter in Kuwait | Werner Faymann           | Georgi Blisnaschki        | 2018           |
| 2018, 26. Sep.            | Andrea Wicke             | (* 1960) | Sebastian Kurz           | Bojko Borissow            |                |

Stand: November 2019

## Weiterführende Literatur
- Rudolf Agstner: Österreich Bulgarien: 125 Jahre diplomatische Beziehungen und 160 Jahre österreichische (österreich-ungarische) Vertretungsbehörden in Bulgarien, PIC Verlag, Veliko Tarnovo 2004, ISBN 954 736 114 7